# 줄라이 (가수)
가수이자 작곡자인 줄라이(본명: 이동훈)는 1980년 2월 6일 부산광역시에서 태어났다. 그 후, 그는 양산대학교 건축설비과에 입학했지만 도중에 중퇴를 선택하게 되었다. 현재 그는 디지탈레코드 소속사에 들어가 있다.

## 앨범
- 1집 ‘옛사랑’ (2006년 1월 23일)

가장 첫 앨범이 ‘옛사랑’에서 줄라이는 사랑에 대한 아련한 감정들을 통해서 자신만의 음악을 통해서 첫사랑에 대한 추억을 떠올려 준다. 또한 이별과 슬픔 등의 감정에 대해서도 이 앨범의 곡들을 통해서 잘 다루고 있다. 특히 이 앨범에서 인기가 많았던 Instrumental 곡‘혼’은 비록 반복적이긴 하지만 중독성이 있는 멜로디로 첫사랑에 대한 몽환적인 느낌을 청자들에게 잘 살려 주고 있다.
- 2집 ‘To Heaven’ (2006년 12월 7일)

2집 또한 1집과 비슷하게 힙합 앨범으로 나왔다. 또 하나의 특징은 랩이 포함되지 않은 힙합 음악만이 이 앨범에 들어있다는 사실이다. 또한 1집과 비슷하게 2집에서도 줄라이는 자신의 뛰어난 작곡 실력과 편곡 실력을 보여주면서 모든 곡들을 자신이 만들었다. 이 앨범에서 돋보이는 곡 중의 하나인 ‘비오는 날’에서는 줄라이는 피아노를 이용한 슬픈 멜로디를 통해서 옛사랑에 대한 추억과 아픔을 잊어가는 느낌을 잘 살려주고 있다.
- Ending Song (Digital Single) (2007년 1월 3일)

첫 두 앨범 이후 줄라이가 최초로 낸 디지털 싱글 앨범이다. 이 앨범에서도 전 2앨범과 비슷하게 사랑의 절망적인 결말에서 느껴지는 감정을 자신의 음악을 통해서 보여주고 있다. 이 앨범의 곡 중의 하나인 ‘About Luv’에서는 첫 앨범 (옛사랑)에서 피쳐링으로 나왔던 랩퍼 ‘Still PM’이 다시 한 번 자신만의 감미로운 랩으로 이 앨범에 특색을 더해주고 있다.
- 3집 Time… (2007년 4월 25일)

3번째 정규 앨범에서 줄라이는 전 2개의 앨범의 잔잔한 분위기를 이어서 편안하고 아른한 분위기의 곡들을 담고 있다. 이 앨범을 통해 유명해진 곡 ‘July’는 밝고 조금 활발한 피아노 멜로디로 청자들에게 평온한 느낌을 전해주고 있다.
- 4집 July (2007년 8월 23일)

4번째 정규 앨범에서 줄라이는 자신의 이름을 앨범 이름으로 사용해서 여름의 느낌을 살려주고 있다. 전의 4개의 앨범과 비슷하게 잔잔한 분위기의 곡들로 앨범이 구성되었다. 특히 ‘7월의 멜로디’에서는 가벼운 기타 연주와 평온한 피아노 멜로디로 더운 여름에 시원한 분위기를 가져다 주고 있다.
- Happiness (2008년 1월 14일)

- 정규 1집 Beyond the Memory (2011년 3월 1일)

- Somewhere (2011년 6월 30일)

- 정규 2집 Autumn (2011년 10월 31일)

## 참조
- http://music.naver.com/album/index.nhn?albumId=36262
- http://music.naver.com/album/index.nhn?albumId=43055
- http://music.naver.com/album/index.nhn?albumId=44089
- http://music.naver.com/album/index.nhn?albumId=47562
- http://music.naver.com/album/index.nhn?albumId=60912